# Parateleopus microstomus
Parateleopus microstomus är en fiskart som beskrevs av Smith och Lewis Radcliffe 1912. Parateleopus microstomus ingår i släktet Parateleopus och familjen Ateleopodidae. Inga underarter finns listade i Catalogue of Life.